# Rakovník I
Rakovník I je centrální část města Rakovník v okrese Rakovník ve Středočeském kraji, tvoří ji základní sídelní jednotka Rakovník střed díl 1. Je zde evidováno 237 adres a v roce 2011 zde trvale žilo 848 obyvatel. Obě rakovnické místní části (Rakovník I i II) leží v katastrálním území Rakovník o výměře 18,5 km².
Toto historické jádro Rakovníka je vymezeno na severu silnicí II/229 (ulice Havlíčkova), na západě a jihozápadě od Sixtova náměstí ulicemi Čsl. legií a Na Sekyře (peáž silnic II/229 a II/227; přilehlé panelové domy však patří k části Rakovník II), na jihovýchodě ulicí Tyršovou (II/227), na východě ulicemi Smetanovou a Vladislavovou.
Centrem Rakovníka je podlouhlé Husovo náměstí o rozměrech zhruba 400 x 50 m, na kterém stojí např. radnice nebo mariánský sloup. V ose Husova náměstí pokračuje na západ Palackého ulice a na východní straně náměstí plynule přechází v Žižkovo náměstí, kde se nachází kostel svatého Bartoloměje s Velkou zvonicí. Za nimi je historické centrum zakončeno muzeem s východní Pražskou branou, která ústí do ulice Pražské. Na jih od náměstí vychází ulice Trojanova, Poštovní, Nádraží a Šmahova, na sever ulice Vysoká, Grillova, Kamenná a Masná. Vysoká ulice se na severu stáčí do směru souběžného s Husovým náměstím a vede kolem bývalé synagogy (dnes Rabasova galerie) k severní Vysoké bráně. V severní části centra se nacházejí též ulice V Brance, U Hluboké studny, Martinovského a V Hradbách.

## Historie
První písemná zmínka o vesnici pochází z roku 1257.
Rakovník I vznikl k 23. srpnu 1979 jako část města Rakovník ve stejnojmenném okrese.

## Obyvatelstvo
| Rok            | 1869  | 1880  | 1890  | 1900  | 1910  | 1921  | 1930  | 1950   | 1961   | 1970   | 1980 | 1991 | 2001 | 2011 | 2021 |
| -------------- | ----- | ----- | ----- | ----- | ----- | ----- | ----- | ------ | ------ | ------ | ---- | ---- | ---- | ---- | ---- |
| Počet obyvatel | 4 274 | 5 245 | 5 629 | 2 901 | 2 935 | 8 805 | 2 089 | 11 619 | 11 956 | 13 103 | 839  | 618  | 558  | 848  | 871  |
| Počet domů     | 404   | 476   | 502   | 230   | 237   | 267   | 249   | 1 893  | 1 974  | 2 022  | 182  | 169  | 161  | 188  | 207  |